# Carles Schnabel Gimeno
Carles Schnabel Gimeno (Barcelona, 1959) és un biòleg i astrònom català. És president de l'Agrupació Astronòmica de Sabadell, entitat de la qual és soci des del 1975. El 2007 i 2008 fou director de l'Oficina Europea de Recursos per a l'Educació Espacial de l'Agència Espacial Europea al CosmoCaixa. La seva activitat de recerca se centra en les ocultacions. El 2013 fou un dels impulsors del Simposi Europeu de Projectes d'Ocultacions.

## Obra publicada
- Schnabel, Carles. Las dos caras de la Luna.  Barcelona: Montena, 2019. ISBN 978-84-17773-11-3.[6]